# Studien zu Grund- und Menschenrechten
Studien zu Grund- und Menschenrechten ist eine Publikationsreihe, die vom Potsdamer  Menschenrechtszentrum herausgegeben wird.
Um ein Forum für Forschungsarbeiten auf dem Gebiet des internationalen und nationalen Menschenrechtsschutzes zu eröffnen, gibt das Menschenrechtszentrum seit Mai 1998 eine Studienreihe heraus. Bisher sind 18 Hefte erschienen:
1. Weiß, Norman, Die neuen Mitgliedstaaten des Europarates im Spiegel der Rechtsprechung der Straßburger Organe : eine erste Bilanz, 1998
2. Klein, Eckart et al., „Menschenrechte für alle“ : 50 Jahre Allgemeine Erklärung der Menschenrechte, 1999
3. Hofmann, Bianca, Grundlagen und Auswirkungen des völkerrechtlichen Refoulement-Verbots, 1999
4. Weiß, Norman, Die Bedeutung von Menschenrechtsklauseln für die Außenbeziehungen und Entwicklungshilfeabkommen der EG/EU, 2000
5. 20 Jahre Übereinkommen zur Beseitigung jeder Form von Diskriminierung der Frau (CEDAW), 2000
6. Schäfer, Barbara, Grundrechtsschutz durch das Verfassungsgericht des Landes Brandenburg, 2000
7. Haratsch, Andreas, Die Geschichte der Menschenrechte. – 4. Aufl. 2010
8. Brinkmeier, Friederike, Menschenrechtsverletzer vor nationalen Strafgerichten? Der Fall Pinochet im Lichte aktueller Entwicklungen des Völkerstrafrechts, 2003
9. Schäfer, Bernhard, „Guantanamo Bay“: Status der Gefangenen und habeas corpus, 2003
10. Okafor-Obasi, Obasi, The Enforcement of Etate Ebligations to Respect and Ensure Human Rights in International Law, 2003
11. Lohmann, Georg et al., Die Menschenrechte: unteilbar und gleichgewichtig?, 2005
12. Roth, Klaus et al., Recht auf Widerstand? : Ideengeschichtliche und philosophische Perspektiven, 2006
13. Schäfer, Bernhard, Zum Verhältnis Menschenrechte und humanitäres Völkerrecht: zugleich ein Beitrag zur exterritorialen Geltung von Menschenrechtsverträgen, 2006
14. Steiger, Dominik, Die CIA, die Menschenrechte und der Fall Khaled el-Masri, 2007
15. Weiß, Norman (Hrsg.), Die Bedeutung von Menschenrechten für die Europäische Union: Aspekte der internationalen EU-Menschenrechtspolitik, 2011, mit Beiträgen von Julian Pfäfflin, Mario Hemmerling und Lutz Römer
16. Zimmermann, Andreas: Folterprävention im völkerrechtlichen Mehrebenensystem, 2011
17. Lohmann, Georg,  Follmar-Otto, Petra: Menschenrechte in der Zuwanderungsgesellschaft : 2. Potsdamer MenschenRechtsTag am 22. November 2012
18. Weiß, Norman et al.: Philosophie der Menschenrechte in Theorie und Praxis, 2018 (PDF)